# Parasmittina fistulata
Parasmittina fistulata är en mossdjursart som först beskrevs av Harmer 1957.  Parasmittina fistulata ingår i släktet Parasmittina och familjen Smittinidae. Inga underarter finns listade i Catalogue of Life.